# World War 3 (jeu vidéo)
Cet article concerne le jeu vidéo. Pour l'évènement de catch, voir World War 3.
World War 3 est un jeu vidéo multijoueur publié le 19 octobre 2018 sur la plateforme de vente en ligne Steam. Le jeu est développé par le studio polonais indépendant, The Farm 51, et publié par deux éditeur : The 4 Winds Entertainment et MY.GAMES.
C'est un jeu de tir à la première personne (FPS) avec une dimension tactique et un jeu d'équipes fortement mis en avant par les développeurs.
En mars 2023, le jeu comporte sept cartes principales et des cartes dérivées ainsi que quatremodes de jeu : Match à mort par équipe, Conquête, FUBAR et Domination.
World War 3 se distingue par un jeu d'équipe très poussé, une balistique assez réaliste et une localisation des dégâts assez fine. De nombreux véhicules pilotables sont également présents.

## Contexte du jeu
Le jeu prend place dans un contexte moderne de Troisième Guerre mondiale dont il tire son nom, et où les différentes armées mondiales s'affrontent. Les batailles prennent place dans des cartes basées sur des lieux réels, tels que Varsovie ou Moscou et les armes, les véhicules et équipements sont tous issus de la réalité.

## Développement
Le développement du jeu est mené par le studio polonais indépendant The Farm 51 et sa première sortie a lieu le 19 octobre 2018. Malgré un potentiel remarqué, le titre souffre de graves problèmes techniques, notamment les serveurs qui manquent de stabilité. Le 28 avril 2020, le studio signe un partenariat avec l'éditeur MY.GAMES dans le but de remettre le jeu à niveau et permettre une nouvelle sortie. World War 3 est alors retiré de Steam pour permettre aux développeurs de corriger les problèmes techniques.
Outre son soutien financier et technique, MY.GAMES s'associe également avec The 4 Winds Entertainment pour adapter World War 3 pour les marchés turcs et arabes, comme l'alphabet arabe, et une infrastructure de serveur locale pour le Moyen-Orient.
Le jeu réapparait sur Steam  le 25 novembre 2021 en bêta fermée, les joueurs devant acheter un pack pour accéder au jeu. La bêta ouverte et gratuite est lancée le 29 septembre 2022.
Fin octobre 2022, les développeurs publient une feuille de route listant les améliorations déjà effectuées et celles à venir sur le jeu.
Début novembre 2022, les développeurs dévoilent plus en détails les développements prévu jusqu'en septembre 2023 : de nouvelles zones de conflits (en Chine, en Corée du Sud, en Turquie et en Pologne), de nouvelles armes, un nouveau mode de jeu (appelé FUBAR) et de nouveaux éléments de gameplay.
Le 1er décembre 2022, les développeurs donnent des précisions sur le nouveau contenu qui prendra la forme d'un battlepass. Appelé Operation Redline, il comprendra les cartes Gobi et Zone démilitarisée, les schémas d'opérateurs du 707th Bataillon des opérations spéciales de l'armée sud-coréenne et des forces spéciales chinoises, les fusils d'assaut QBZ-95 et KC-21, le char chinois ZTZ-99 et le véhicule de combat d’infanterie sud-coréen K-21 et le drone aérien IMUGI.
Le battlepass est disponible à l'achat à partir du 8 décembre 2022.
Début mars, Operation Redline cesse d'être accessible et à la fin du même mois, le studio communique sur le nouveau battlepass.
Celui-ci est prend le nom d'Operation Sunstorm et est centré sur le Japon ; sa date de sortie est annoncée pour le 30 mars. Il comprend deux nouvelles cartes (Tokyo et Shibuya), quatre nouvelles armes (les fusils d'assaut Howa Type 89 et QBZ-191, le pistolet Desert Eagle et le lance-roquette Panzerfaust 3), trois nouveaux véhicules (le char lourd japonais Type 10, le chasseur de chars Type 16 et le drone BumbleBee) et de nouveaux schémas d'opérateurs. L'Operation Sunstorm voit également l'arrivée du mode de jeu FUBAR centré sur l'infanterie avec un usage des véhicules et des frappes d'appui limité ainsi qu'un système de réanimation si le joueur est blessé. Le mode Domination (15 contre 15) fait également son apparition.
Le 19 juillet 2023, la sortie du battlepass appelé Skyfront est annoncée pour le 25 du mois. Il contiendra une nouvelle carte basée à Istanbul et des extensions pour certaines existantes, de nouvelles armes, de nouvelles frappes et différentes améliorations techniques. 

## Système de jeu

### Général
C'est un jeu de tir à la première personne, dont le but est d'éliminer les joueurs de l'équipe adverse. Le système de jeu multijoueur pourrait se définir comme étant entre un Battlefield et un Call of Duty puisque le gameplay combine un système de jeu assez nerveux, des killstreaks, avec de grandes cartes, des véhicules, un jeu d'équipe, un système d'escouade et des objectifs.
Toutefois, la localisation des dégâts et le réalisme de la balistique le rapprochent davantage d'un ARMA puisque les dégâts que peut encaisser le joueur sont très limités et que la mort arrive très rapidement.
Le jeu semble emprunter des idées dans ces différents  jeux, en y ajoutant plusieurs éléments qui lui sont propres, comme un système de personnalisation - personnages et armes - extrêmement poussé.

### Cartes du jeu
Le jeu comporte, en mars 2023 neuf cartes de jeu principales, dont sont dérivées des versions modifiées pour d'autres modes de jeu. On retrouve ainsi:
- Berlin: l'action se déroule dans la capitale allemande devant la porte de Brandebourg et ses alentours. On peut ainsi descendre dans les métros et explorer les immeubles environnants ;
- Moscou: l'action se déroule en plein Kremlin et sur la place Rouge. On peut également entrer dans le sénat de Moscou et le grand magasin Goum. Plusieurs véhicules détruits jonchent la place Rouge, comme des chars T-72B3, des lanceurs de Topol ou des MRAP Typhoon.
- Poliarny: l'action se passe dans la ville fermée qui abrite une base de sous-marins. Les combats se déroulent dans les bâtiments de la ville. On peut également voir une colonne de système sol-air S-300 sur une route, même s'ils ne sont pas utilisables par le joueur.
- Smolensk: l'action se déroule dans une zone comprenant une forêt et plusieurs installations militaires, y compris un bunker et une station radar. Plusieurs carcasses de véhicules détruits sont visibles, dont des lance-roquettes multiples TOS-1 Buratino.
- Varsovie: l'action se déroule en plein centre-ville, où l'on peut notamment évoluer dans le célèbre centre-commercial qui s'étend sur plusieurs niveaux.
- Gobi : disponible avec le pack Opération Redline, le désert de Gobi s'étend entre la Chine et la Mongolie. Les combats se déroulent en pleine tempête de sable dans les ruines d'un ancien temple. Les lieux comprennent du combat rapproché à l'intérieur du temple et des zones extérieures plus ouvertes.
- Zone démilitarisée : s'étendant entre la Corée du Sud et la Corée du Nord, la DMZ s'étire sur 250 kilomètres. La zone comporte de vastes étendues naturelles entrecoupées de bunkers, de barbelés, de fortifications et d'armes lourdes. Il y a également un réseau de tranchées qui communiquent avec des constructions enterrées. Divers véhicules sont stationnés dans la zone : des lanceurs Scud, des obusiers Juche-po et des carcasses de blindés divers. La carte mélange les zones de combat rapprochés et en bâtiments avec des combats à longue distance en terrain ouvert ou coupés par de la végétation.
- Tokyo : le centre de la capitale japonaise est transformé en champ de batailles. Ses centres commerciaux, ses hauts immeubles parfaits pour les tireurs d'élite et ses rues étroites en font une zone particulièrement délicate à conquérir.
- Shibuya : ce célèbre quartier commercial de Tokyo constitué de rues longues et étroites s'avère particulièrement dangereux en combat d’infanterie.
- Istanbul : ajoutée avec Skyfront, cette carte se déroule sur un immense gratte-ciel dont la construction a été interrompue par la guerre. Ce squelette de béton et d'acier est constitué de pièces étroites et de nombreux recoins permettant aux combattants de se dissimuler et de tendre des embuscades à l'ennemi. Dans cet environnement, les combats se déroulent essentiellement à courte distance au fusil à pompe ou d'assaut.

## Modes de jeu
Le jeu comporte en mars 2023 quatre modes de jeu, listés dans leur ordre d'arrivée :
- Opérations tactiques : ce mode de jeu voit s'affronter soixante-quatre joueurs (64 au lancement du jeu et pour sa version définitive) sur une carte plein format. Chaque équipe, pour marquer des points, doit prendre et tenir des positions. Il existe quatre paires de points (A1, A2, B1, B2, C1, C2, D1 et D2). Le but est de tenir une paire de points, en même temps, ce qui permet de faire augmenter le compteur de points. Plus l'équipe tient de paires, plus le compteur augmente rapidement. Il existe deux façons de remporter la victoire : soit une équipe remporte 5 000 points, soit les équipes sont départagées par le score au bout de 45 minutes de jeu;
- Match à mort par équipes : ce mode de jeu voit s'affronter deux équipes. Le but est simple: l'équipe qui effectue 50 éliminations remporte une manche. La première équipe à remporter deux manches remporte le match. Si chaque équipe gagne une manche, une troisième manche les départagera. Chaque manche dure sept minutes.
- FUBAR : ce mode de jeu est centré sur le combat d'infanterie (20 contre 20) puisque l'usage des véhicules et des frappes d'appui est très limité. Les joueurs disposent également d'un système de réanimation pour sauver un allié blessé.
- Domination : opposant deux équipes de quinze joueurs, Domination demande de s'emparer de points de contrôle et de repousser les contre-attaques ennemies.

## Équipement et personnalisation
Le jeu comporte un nombre important d'équipements, d'armes et d'éléments vestimentaires. Le joueur a le choix entre de nombreux équipements appartenant à diverses armées : russe, britannique, américaine ou polonaise par exemple.
Il n'existe aucun système de classes ayant des rôles précis, comme dans la série Battlefield ; le système est plus proche d'un Call of Duty. Chaque joueur peut créer un total de huit classes. Il peut équiper une arme principale, une arme secondaire, un type de grenades et un équipement sans restriction quant au choix de la catégorie, si ce n'est le poids total de l'équipement. Il peut, en sus, choisir un type de blindage d'armure et un type de blindage de casque, le poids augmentant corollairement à la protection.
Concernant les armes, elles se répartissent en différentes catégories (fusils d'assaut, armes de poing, fusils de précision, etc.) et se débloquent à mesure de la progression du joueur. Chaque arme peut ensuite monter de niveau en l'utilisant et des accessoires peuvent y être installés : silencieux, différentes sortes de viseurs, poignées, lampes-torches, etc. Les armes disponibles sont toutes tirées de la réalité et apparaissent sous leur vrai nom.
Les équipements vestimentaires (casques, pantalons, gilets, gants, etc.) et leur camouflage sont également tirés de la réalité et peuvent se combiner : par exemple un soldat peut arborer un pantalon de l'armée russe et un gilet pare-balles américains avec un casque polonais. Le joueur a également la possibilité de personnaliser son soldat avec un écusson représentant le drapeau d'un pays, celui d'une unité militaire (SOCOM, Spetsnaz, Bordo Bereliler turcs, etc.) et une inscription personnalisée sur le gilet.

## Killstreaks
Le jeu comporte un système de killstreaks (des récompenses utilisables directement pendant la partie) comparable à celui d'un Call of Duty.
Le concept est simple: le joueur effectue, pendant la partie, des actions qui lui rapportent des points. Contrairement à Call of Duty, l'accent est mis sur le jeu d'équipe et les actions qui rapportent le plus de points sont des actions liées au jeu d'équipe. Ces points peuvent être gagnés en soignant un allié, en fournissant de l'équipement aux alliés, en capturant des points, en faisant exploser un objectif, en effectuant un tir de suppression, en tuant un ennemi, en faisant exploser un blindé ennemi, etc.
Une fois obtenu un nombre de points suffisant, le joueur peut déclencher un killstreak. Ces derniers, sélectionnables avec l'équipement et liés à une classe, permettent par exemple d'effectuer une frappe aérienne sur une position, de faire livrer un véhicule blindé, d'obtenir temporairement l'appui d'un drone de reconnaissance, etc. Les drones proposés (comme la munition rôdeuse WBE Warmate polonaise) sont tirés de la réalité et peuvent être brouillés par l'ennemi.

## Réapparition (Respawn)
Si le joueur est tué en mode Opérations Tactiques, il peut réapparaître, au choix, soit sur le chef d'escouade (ou sur n'importe quel membre d'escouade s'il en est lui-même le chef), soit sur l'un des points tenus par son équipe.
En mode Match à mort par équipes, le joueur réapparaît soit sur le chef d'escouade, soit au hasard sur la carte. Sur l'écran de réapparition, le joueur est notifié que l'allié sur lequel il souhaite réapparaître est sous le tir ennemi ou s'il y a peu d'espace.
Enfin, les drones de brouillages, appelés avec les killstreaks, permettent d'empêcher la réapparition ennemie.

## Boutique
Depuis l'ouverture de la bêta publique, World War 3 dispose d'une boutique en ligne permettant aux joueurs d'acheter divers éléments comme des bannières et des icônes pour personnaliser son profil de joueur, des armes configurées et non modifiables, des modifications pour les véhicules et des packs "Soldats du monde" où le joueur débloque un modèle de soldat inspirés d'unités réelles comme la Bundeswehr allemande, le contingent polonais déployé en Afghanistan ou le contingent russe en Syrie, diverses unités spéciales...
Le joueur peut alors utiliser les équipements (veste, pantalon, casque, accessoires, insignes...) et les éléments cosmétiques qui le composent.
Les paiements se font soit avec des points XP obtenus en jouant (pour certains objets uniquement) ou avec la monnaie du jeu, appelée simplement Devise, et qui s'obtient en l'achetant avec de l'argent réel via la plateforme Steam ou le launcher du jeu.
Deux DLC ont été ajoutés depuis le lancement, disponibles via le launcher du jeu ou sa page Steam.
Le pack An 1 comprend un schéma d'opérateur, 500 Devises, cinq boosters d'expérience et un fusil d'assaut HK416 entièrement configuré.
Le 8 décembre 2022, le pack Opération Redline est ajouté comprenant deux nouvelles cartes (Zone démilitarisée et Gobi), deux nouvelles armes (Daewoo K2 et Norinco QBZ-95), trois nouveaux véhicules et des schémas d'opérateurs.
Operation Sunstorm est disponible le 30 mars 2023 avec deux nouvelles cartes (Tokyo et Shibuya), deux nouveaux modes de jeu (FUBAR et Domination) quatre nouvelles armes (Desert Eagle, Norinco QBZ-191, Howa Type 89 et Panzerfaust 3), trois nouveaux véhicules et de nouveaux schémas d'opérateurs.
Le contenu supplémentaire Skyfront est ajouté le 25 juillet 2023. Il contient une nouvelle carte à Istanbul, quatre nouvelles armes (pistolet Caracal, fusil de combat KTN-762, fusil à pompe Hima HG-105 et un pistolet-mitrailleur), de nouvelles frappes et des corrections et améliorations techniques et plusieurs nouveaux opérateurs comme l'Unité 888 de la force El-Sa'ka égyptienne ou la Division d'or irakienne . 